# Чудська (Ленінградська область)
Чудська (рос. Чудская) — присілок Бокситогорського району Ленінградської області Росії. Входить до складу Єфімовського міського поселення.
Населення — 6 осіб (2003 рік). 